# 친일파 708인 명단 - 사회, 문화, 예술계
친일파 708인 명단 - 사회, 문화, 예술계는 2002년 민족정기를 세우는 국회의원모임에서 발표한 친일파 708인 명단 가운데 집중 심의 대상자로 여성, 문화-예술, 언론, 종교계 관련자 16명의 명단이다. 

## 안내
친일파 708인 명단 중 이들 16명은 친일행적 외에 나름대로 사회적인 공적을 세웠으며 제자들을 중심으로 여전한 영향력을 끼치고 있어 광복회에서는 심의를 유보하고 명단 공개를 꺼렸으나, 민족정기를 세우는 의원모임에서 별도로 공개한 사람들이다.

## 〈여성, 문화-예술, 언론, 종교계 관련자〉 목록 (16명)

### 여성계
- 고황경 (高凰京) : 애국금채회 간사,국민총력조선연맹 참사,조선임전보국단 부인대 지도위원
- 김활란 (金活蘭) : 애국금채회 간사,조선부인문제연구회 상무이사,국민총력연맹 이사 등
- 모윤숙 (毛允淑) : 조선문인협회 간사,국민의용대 총사령부 간부
- 박인덕 (朴仁德) : 임전대책협의회 실천위원,언론보국회 이사
- 송금선 (宋今璇) : 임전대책협의회 참사,언론보국회
- 황신덕 (黃信德) : 국민총력조선연맹 평의원,조선임전보국단 부인대 지도위원

### 문화-예술계
- 김은호 (金殷鎬) : 조선미술가협회 일본화부 평의원, 반도총후미술전 일본화부 심사위원
- 심형구 (沈亨求) : 국민총부 문화위원,조선미술가협회 서양화부 이사
- 현제명 (玄濟明) : 대동민우회, 시국대응전선사상보국연맹 경성지부 간사
- 홍난파 (洪蘭坡) : 조선음악가 협회 상무이사, 국민총력조선연맹 문화부 문화위원
- 이능화 (李能和) : 조선총독부 학무국 편집과 편수관, 국민총력조선연맹 문화부 문화위원
- 정만조 (鄭萬朝) : 경학원 대제학, 총독부 중추원 촉탁

### 언론계
- 김성수 (金性洙) : 국민정신총동원조선연맹 발기인/이사,조선임전보국단 감사,국민총력조선연맹 총무부 기획위원
- 방응모 (方應謨) : 국민정신총동원연맹 발기인,국민총력조선연맹 참사
- 장덕수 (張德秀) : 사상보국연맹 경성분회 제4분회장,국민총력연맹 참사

### 종교계
- 권상로 (權相老) : 국민총력조선연맹 참사

## 같이 보기
- 민족문제연구소의 친일인명사전 수록예정자 명단 - 교육/학술
- 민족문제연구소의 친일인명사전 수록예정자 명단 - 문화/예술
- 민족문제연구소의 친일인명사전 수록예정자 명단 - 언론/출판
- 민족문제연구소의 친일인명사전 수록예정자 명단 - 종교
- 대한민국 정부 발표 친일반민족행위자 명단 - 경제·사회
- 대한민국 정부 발표 친일반민족행위자 명단 - 문화